# Het Bittere Begin
Het Bittere Begin (oorspronkelijke titel: The Bad Beginning) is het eerste deel van door de Lemony Snicket geschreven serie "Ellendige avonturen".

## Verhaal
Als de kinderen Violet, Claus en Sunny Baudelaire over het strand lopen krijgen ze van hun bankmedewerker Mr. Poe te horen dat hun beide ouders zijn overleden bij een brand, waarvan de oorzaak onbekend is. Tot Mr. Poe een nieuwe voogd heeft gevonden voor de drie kinderen, slapen ze bij hem thuis.
Hun nieuwe voogd heet Graaf Olaf en zodra Mr. Poe weer vertrokken is zegt hij dat de Baudelaire-kinderen gelijk hun klusjes kunnen doen en daarna eten maken voor Graaf Olafs gezelschap maken. De volgende dagen zit Graaf Olaf met zijn toneelgroep een plan uit te werken om het fortuin te stelen van de kinderen.
Als Violet de hoofdrol moet spelen in een toneelstuk wordt het plan van Olaf en zijn bende duidelijk. Violet moet in het toneelstuk trouwen met Olaf, maar de kinderen ontdekken dat het een echt huwelijkscontract is. Zo kan Olaf het fortuin van de kinderen stelen. Om Violet te dwingen laat hij Sunny opsluiten in een kooi. Violet tekent en Olaf denkt gewonnen te hebben. Maar Violet ondertekende het contract met haar linkerhand, waarmee het ongeldig is. Graaf Olaf wordt ontmaskerd, maar weet te ontkomen.